# Anna Ternheim
Anna Ternheim, née le 31 mai 1978 à Sollentuna, est une chanteuse suédoise de pop rock.

## Biographie

### Jeunesse et formation
Anna Ternheim s'initie à la musique et commence à composer dès son enfance. En 1995, elle effectue un séjour linguistique à Atlanta et se produit dans les soirées scène libre du district de Little Five Points (en). Elle passe deux ans à Lausanne pour y apprendre le français. À son retour en Suède, elle étudie l'architecture avant de se consacrer à la musique.

### Carrière

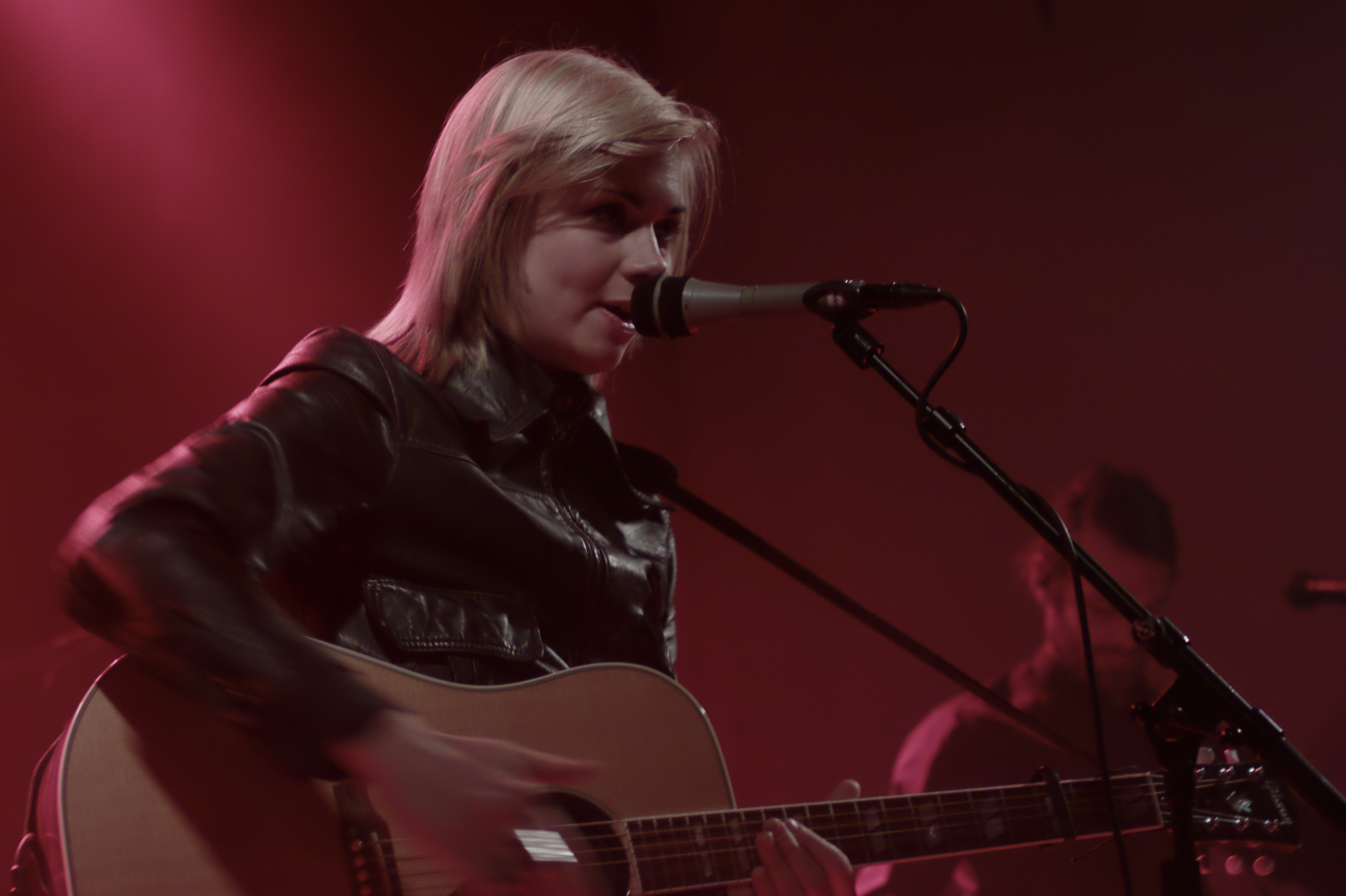
Anna Ternheim à Amsterdam en 2009.

Son premier album Somebody Outside, enregistré dans une ancienne scierie de l’île de Gotland, est édité en 2004 par Stockholm Records. Il est certifié « disque d'or ». Plusieurs fois nommée aux Grammis, Ternheim est élue révélation de l'année 2005,. Son second album, Separation Road, sort en septembre 2006. En janvier de l'année suivante, elle est récompensée aux Grammis dans les catégories « parolier de l'année » (Årets textförfattare) et « meilleure artiste pop féminine » (Årets pop kvinnlig).
La chanteuse vit à New York depuis 2008. Le batteur Steve Shelley et le guitariste Matt Sweeney participent à l'enregistrement de Leaving on a Mayday, son troisième album, qui paraît en novembre 2008. Le disque est produit par Björn Yttling du trio Peter Bjorn and John. Ternheim se produit notamment en première partie de Joseph Arthur. Elle donne plus de cent concerts aux États-Unis et en Europe. En 2009, sort un EP de chansons enregistrées durant sa tournée. La même année, Ternheim remporte deux nouveaux Grammis dans les catégories « meilleure artiste féminine » (Årets kvinnliga artist) et « album de l'année » (Årets album). L'album The Night Visitor est produit par Dave Ferguson et enregistré aux studios Butcher Shoppe de Nashville avec des musiciens comme Matt Sweeney, Will Oldham et Jack Clement. Le disque sort à l'automne 2011. Au début de l'année suivante, Ternheim entreprend une tournée scandinave.

## Influences et style musical
Anna Ternheim découvre la musique en écoutant des artistes comme Bob Dylan, David Bowie, ou encore Neil Young, dont ses parents ont acheté les disques.

## Récompenses
- Grammis :
  - 2006 : « parolier de l'année » (Årets textförfattare) et « meilleure artiste pop féminine » (Årets pop, kvinnlig)
  - 2008 : « meilleure artiste féminine » (Årets kvinnliga artist) et « album de l'année » (Årets album)

## Discographie
- 2004 : Somebody Outside (Stockholm Records)
- 2006 : Separation Road (Universal)
- 2008 : Leaving on a Mayday (Universal)
- 2011 : The Night Visitor (Universal)
- 2015 : For the Young
- 2017 : All the Way to Rio (BMG)
- 2019 : A Space For Lost Time (BMG)